# Jeziorki (powiat wągrowiecki)
Jeziorki – osada w Polsce położona w województwie wielkopolskim, w powiecie wągrowieckim, w gminie Gołańcz.
W latach 1975–1998 miejscowość administracyjnie należała do województwa pilskiego.
Inne miejscowości o nazwie Jeziorki: Jeziorki